# 노트르담의 천사
노트르담의 천사는 아스트랄 미디어가 제작한 TV 애니메이션 시리즈이다. 빅토르 위고의 소설 파리의 노트르담을 바탕으로 한다.
대한민국에서는 1996년 4월 4일부터 5월 8일까지 SBS를 통해 방영되었다.

## 등장인물
- 콰지모도
- 에스메랄다
- 프롤로
- 프랑소아
- 데니스
- 안젤리카
- 루이 6세
- 드잘리
- 카시미르

## 방영 에피소드
1. 악마가 가면을 벗다
2. 프롤로의 복수
3. 바보의 카니발
4. 스타 마스터
5. 이탈리아 여행
6. 보이지 않는 도둑
7. 기적의 법정
8. 마녀의 이브
9. 콰지모도
10. 드래곤 락
11. 클레이 군대
12. 기회
13. 왕이될것 같지않은 남자
14. 희망의 봄
15. 짐승
16. 마술사의 결투
17. 혐오스러운 복수
18. 바바리안
19. 마음의 노래
20. 음악 마스터
21. 독수리의 눈
22. 오라클
23. 보물
24. 진정한 집시
25. 가디언
26. 기사단의 비밀